# Arne Dufwa

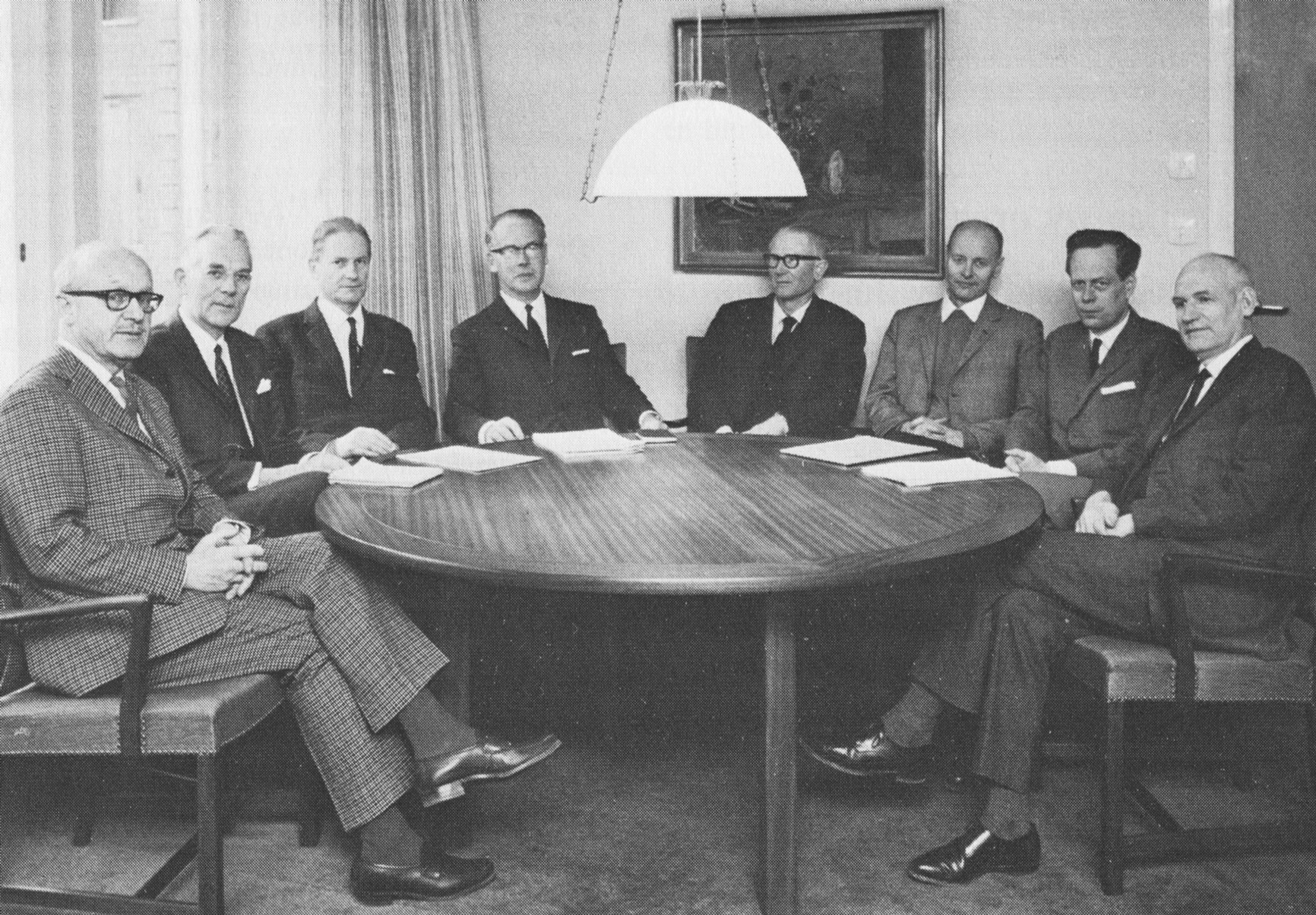
Stockholms gatukontor chefer på 1960-talet, från vänster:
Holger Blom, Bertil Asker, Arne Dufwa, Carl Ehrman, Sven Björkman, Staffan Sundqvist, Magnus Holmgren och Erik Karlöf.

Arne Olof Wilhelm Dufwa, född 15 maj 1911 i Överjärna församling, Stockholms län, död 2003, var en svensk väg- och vattenbyggnadsingenjör. Han var kapten i Väg- och vattenbyggnadskåren.

## Biografi
Dufwa, som var son till konstnär Torgny Dufwa och Ester Fahlström, avlade studentexamen i Södertälje 1930, reservofficersexamen 1933 och utexaminerades från Kungliga Tekniska högskolan 1936. Han var ingenjör vid Stockholms stads gatukontor 1936–1948, byråingenjör och sektionschef där 1948–1956, chef för trafikbyrån och överingenjör 1956–1960, chef för projekteringsavdelningen vid AB Gekonsult och överingenjör 1960–1964 och slutligen teknisk chef vid gatukontorets utredningsavdelning 1964–1977. Han var även tillförordnad professor i kommunikationsteknik vid Kungliga Tekniska högskolan 1954–1959.

## Bibliografi

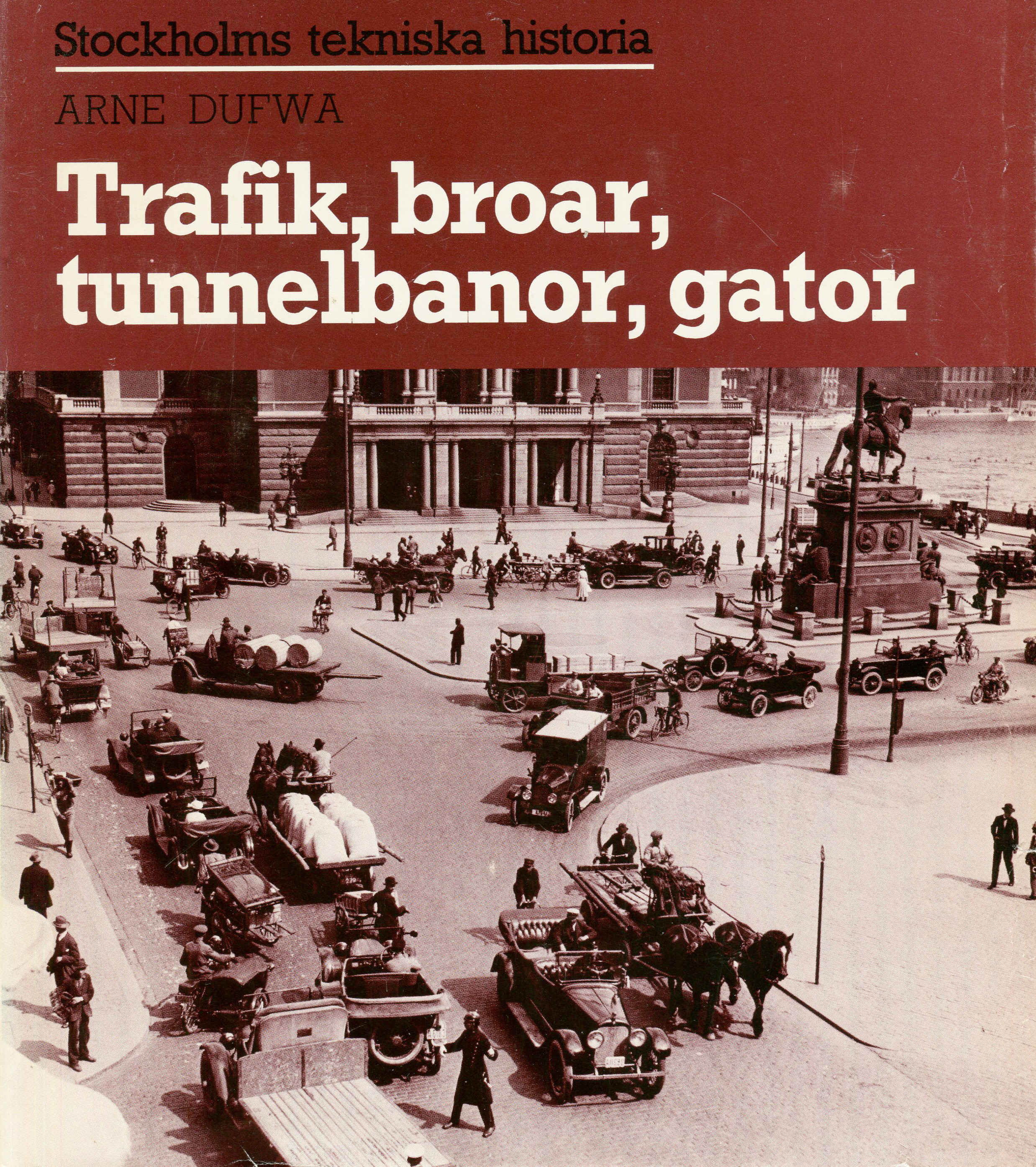
Arne Dufwa: Stockholms tekniska historia, del 1 Trafik, broar, tunnelbanor, gator (1985).